# Sugia stygia
Sugia stygia är en fjärilsart som beskrevs av Butler 1878. Sugia stygia ingår i släktet Sugia och familjen nattflyn. Inga underarter finns listade i Catalogue of Life.